# Raika Fujii
Raika Fujii –en japonés, 藤井 来夏, Fujii Raika– (Kioto, 5 de julio de 1974) es una deportista japonesa que compitió en natación sincronizada.
Participó en dos Juegos Olímpicos de Verano en los años 1996 y 2000, obteniendo dos medallas, bronce en Atlanta 1996 y plata en Sídney 2000. Ganó dos medallas en el Campeonato Mundial de Natación, bronce en 1994 y plata en 1998.

## Palmarés internacional
| Juegos Olímpicos   | Juegos Olímpicos         | Juegos Olímpicos  | Juegos Olímpicos |
| Año                | Lugar                    | Medalla           | Prueba           |
| ------------------ | ------------------------ | ----------------- | ---------------- |
| 1996               | Atlanta (Estados Unidos) | Medalla de bronce | Equipo           |
| 2000               | Sídney (Australia)       | Medalla de plata  | Equipo           |
| Campeonato Mundial |                          |                   |                  |
| Año                | Lugar                    | Medalla           | Prueba           |
| 1994               | Roma (Italia)            | Medalla de bronce | Equipo           |
| 1998               | Perth (Australia)        | Medalla de plata  | Equipo           |